# شارلوت غراي (فلم)
شارلوت غراي (بالإنجليزية: Charlotte Gray) هو فيلم دراما تم إنتاجه في المملكة المتحدة وألمانيا وأستراليا وصدر سنة 2001 بطولة جيمس فليت وكيت بلانشيت.

## القصة
شارلوت جراي التي تتوجه إلى فرنسا خلال الحرب العالمية الثانية ولديها مهمتان في الوقت نفسه: الاتصال بالمقاومة الفرنسية والتنسيق معها من ناحية ـ وهذه هي مهمتها الرسمية ـ ومن ناحية ثانية محاولة العثور على صديقها الطيار الذي سبق ان اسقطت طائرته. الا ان جراي تفشل في المهمة الثانية، لأن من تعثر عليه سيكون مقاوما فرنسيا تقع في غرامه.

## الميزانية والإيرادات
كلف الفيلم 14 مليون جنيه إسترليني وحقق أرباح تقدر بـ 3 مليون جنيه إسترليني.

## وصلات خارجية
شارلوت غراي على موقع IMDb (الإنجليزية)
- شارلوت غراي على موقع ميتاكريتيك (الإنجليزية)
- شارلوت غراي على موقع روتن توميتوز (الإنجليزية)
- شارلوت غراي على موقع نتفليكس (الإنجليزية)
- شارلوت غراي على موقع ألو سيني (الفرنسية)
- شارلوت غراي على موقع Turner Classic Movies (الإنجليزية)
- شارلوت غراي على موقع أول موفي (الإنجليزية)
- شارلوت غراي على موقع بوكس أوفيس موجو (الإنجليزية)
- شارلوت غراي على موقع فيلمافينيتي (الإسبانية)
- شارلوت غراي على موقع قاعدة بيانات الأفلام السويدية (السويدية)